# Україна на Паралімпійському чемпіонаті світу з плавання 2019
Україна брала участь у паралімпійському чемпіонаті світу з плавання 2019 у Лондоні (Велика Британія), що відбувався з 9 по 15 вересня 2019 року.
Команда здобула 17 золотих, 22 срібних та 16 бронзових медалей і посіла четверте загальнокомандне місце, а за кількістю нагород — перше.

## Нагороди
Нагороди українських паралімпіців.
| Марина Піддубна   |
| Ярослав Денисенко |
| Анна Стеценко     |
| Кирило Геращенко  |

| Дмитро Ванзенко |
| Андрій Трусов   |
| Богдан Гриненко |
| Максим Крипак   |

| ДенисОстапченко   |
| Єлизавета Мерешко |
| Ярослав Семененко |
| Анна Гонтар       |

| Марина Піддубна   |
| Ярослав Денисенко |
| Анна Стеценко     |
| Кирило Геращенко  |

| Дмитро Ванзенко |
| Андрій Трусов   |
| Богдан Гриненко |
| Максим Крипак   |

| ДенисОстапченко   |
| Єлизавета Мерешко |
| Ярослав Семененко |
| Анна Гонтар       |

| Медалі по днях | Медалі по днях | Медалі по днях | Медалі по днях | Медалі по днях | Медалі по днях | Медалі по днях |
| -------------- | -------------- | -------------- | -------------- | -------------- | -------------- | -------------- |
| День           | Дата           |                |                |                | Всього         |                |
| 1              | 9 вересня      | 3              | 4              | 0              | 7              |                |
| 2              | 10 вересня     | 2              | 3              | 5              | 10             |                |
| 3              | 11 вересня     | 2              | 4              | 2              | 8              |                |
| 4              | 12 вересня     | 4              | 2              | 1              | 7              |                |
| 5              | 13 вересня     | 3              | 3              | 2              | 8              |                |
| 6              | 14 вересня     | 2              | 2              | 4              | 8              |                |
| 7              | 15 вересня     | 1              | 4              | 2              | 7              |                |

| Медалі за статтю | Медалі за статтю | Медалі за статтю | Медалі за статтю | Медалі за статтю | Медалі за статтю |
| ---------------- | ---------------- | ---------------- | ---------------- | ---------------- | ---------------- |
| Стать            | 1                | 2                | 3                | Всього           | Відсоток         |
| Чоловіки         | 12               | 11               | 12               | 35               | 63,64 %          |
| Жінки‎            | 4                | 11               | 3                | 18               | 32,73 %          |
| Змішані          | 1                | 0                | 1                | 2                | 3,63 %           |
| Всього           | 18               | 22               | 16               | 55               | 100 %            |

## Мультимедалісти
- Крипак Максим (5 нагород — 5 золотих медалей)
- Мерешко Єлизавета (6 нагород! — 2 золоті, 3 срібні медалі та 1 бронзова (в естафеті мікст 4×50 m комплексним плаванням).
- Денисенко Ярослав (4 нагороди — 2 золота, 1 срібна, 1 бронзова медалі)
- Піддубна Марина (4 нагороди — 1 золота, 2 срібні, 1 бронзова медалі)
- Смирнов Віктор (2 нагороди — 1 золота, 1 бронзова медалі)
- Стеценко Анна (2 нагороди — 2 срібні медалі)
- Гаращенко Кирило (3 нагороди — 1 срібна, 2 бронзові)
- Трусов Андрій (2 нагороди — 1 срібна, 1 бронзова)
- Семененко Ярослав (2 нагороди — 1 срібна, 1 бронзова — естафета мікст 4×50 m комплексним плаванням)